# 死有對証
《死有對証》，是香港電視廣播有限公司拍攝製作的時裝懸疑查案電視劇，由陳曉華、馬貫東、吳若希、阮浩棕、韋家雄出席拜神儀式及演出。

## 演員表
| 演員   | 角色 | 簡要介紹 |
| ------ | ---- | -------- |
| 陳曉華 | 法醫 |          |
| 馬貫東 | 警察 |          |
| 吳若希 | 記者 |          |
| 阮浩棕 | 記者 |          |
| 韋家雄 | 法醫 |          |

## 外部連結
- 《死有對証》最新消息 - Instagram （页面存档备份，存于）
- 豆瓣电影上《死有對証》的資料 （简体中文）